# World of Our Own (singolo)
World of Our Own è un brano musicale del gruppo pop irlandese Westlife, pubblicato come singolo nel 2002.

## Descrizione
La canzone è stata scritta da Steve Mac e Wayne Hector e prodotta da Steve Robson.
Essa è stata registrata a Londra nel 2001.
Si tratta del secondo singolo estratto dal terzo album in studio del gruppo, l'omonimo World of Our Own.
Il brano è presente nel film You Wish! - Attenzione ai desideri.
Il video musicale è ispirato agli esponenti del Rat Pack.

## Tracce
UK CD 1
1. World Of Our Own (Single Remix) - 3:28
2. Crying Girl - 3:39
3. Angel (Single Remix) - 4:22
4. World Of Our Own (Video) - 3:28

UK CD 2
1. World Of Our Own (Single Remix) - 3:28
2. I Promise You That - 3:35
3. Angel (Video) - 4:22

## Classifiche
| Classifica (2002) | Posizione raggiunta |
| ----------------- | ------------------- |
| Regno Unito       | 1                   |